# 그사람 그후
《그사람 그후》는 대한민국의 MBC TV에서 제작하는 이 세상을 살아가는 사람들의 이야기를 나누는 휴먼다큐멘터리 프로그램이다.

## 방송 시간
| 방송 채널 | 방송 기간                          | 방송 시간                          | 방송 분량            |
| --------- | ---------------------------------- | ---------------------------------- | -------------------- |
| MBC TV    | 1994년 10월 21일 ~ 1995년 4월 14일 | 매주 금요일 밤 11시 ~ 밤 11시 45분 | 45분                 |
| MBC TV    | 1995년 4월 20일 ~ 1995년 7월 6일   | 매주 목요일 밤 8시 5분 ~ 9시       | 55분                 |
| MBC TV    | 1995년 7월 13일                    | 목요일 저녁 7시 35분 ~ 9시         | 1시간 25분 특집 편성 |
| MBC TV    | 1995년 7월 20일 ~ 1996년 2월 29일  | 매주 목요일 밤 8시 5분 ~ 9시       | 55분                 |

## 기획의도
- 이 세상을 살아가는 사람들의 이야기를 다루는 휴먼다큐멘터리.

## 역대 진행자
- 제1대 : 한선교, 신애라 (1994.10.21 ~ 1995.10.12)
- 제2대 : 한선교, 이영현 (1995.10.19 ~ 1996.02.29)